# Membribe de la Sierra
Membribe de la Sierra es un municipio y localidad española de la provincia de Salamanca, en la comunidad autónoma de Castilla y León. Se integra dentro de la comarca de Guijuelo y la subcomarca de Entresierras. Pertenece al partido judicial de Salamanca.
Su término municipal está formado por las localidades de Coquilla, Garriel, Membribe, Navagallega y Segovia del Doctor, ocupa una superficie total de 46,53 km² y según el padrón municipal elaborado por el INE en el año 2017, cuenta con 123 habitantes.
En su término municipal se encuentra situado parte del parque eólico de Las Dueñas, con 31,46 MW instalados.

## Historia

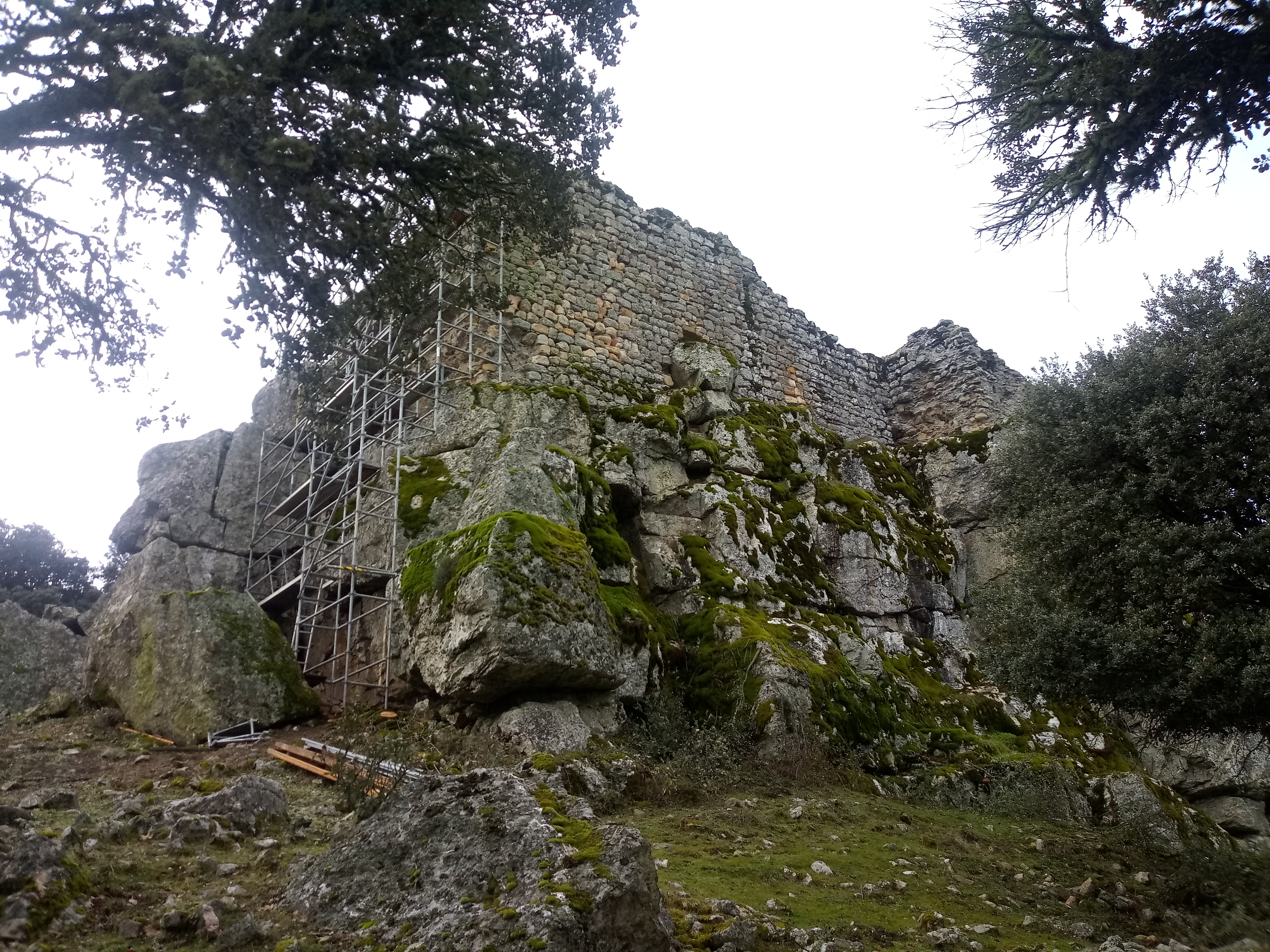
Castillo de Navagallega

La fundación de Membribe de la Sierra se remonta a la repoblación efectuada por los reyes de León en la Edad Media, quedando entonces integrado en el cuarto de Corvacera de la jurisdicción de Salamanca, dentro del Reino de León, denominándose entonces "Benvibre". Precisamente la denominación antigua de la localidad denotaría la repoblación del pueblo con gentes procedentes de la localidad berciana de Bembibre. Asimismo, en época medieval cabe destacar que en el siglo X el rey Ramiro II de León construyó en la elevación de las Peñas de Santa Cruz, junto a la localidad de Navagallega, el castillo de Santa Cruz, que formó parte del entramado defensivo del reino leonés en la Edad Media.
Ya en la Edad Contemporánea, con la creación de las actuales provincias en 1833, Membribe de la Sierra y Navagallega, entonces aún como municipios separados, quedaron integrados en la provincia de Salamanca, dentro de la Región Leonesa, pasando a formar parte Navagallega del municipio de Membribe en torno a 1850.

## Monumentos
- Iglesia antigua de San Román. Actualmente en ruinas, data del siglo XVI, aunque hunde sus raíces en siglos anteriores (en torno al siglo XIII) cuando se edificó un templo durante la repoblación medieval que dio lugar a Membribe.[7]
- Castillo de Santa Cruz (Navagallega). Declarado Bien de interés cultural, se encuentra en estado de ruina, tratándose de una fortaleza altomedieval construida en el siglo X por el rey Ramiro II de León.[8]
- Iglesia de Nuestra Señora de las Nieves (Navagallega). De origen tardorrománico, actualmente se conserva en buen estado.

## Geografía humana

### Demografía
Cuenta con una población de 105 habitantes (INE 2024).
| Gráfica de evolución demográfica de Membribe dela Sierra entre 1842 y 2021 |
| |
| Población de derecho según los censos de población del INE Población de hecho según los censos de población del INEEn estos censos se denominaba Membribe: 1842, 1857, 1860, 1877, 1887, 1897, 1900, 1910, 1920, 1930, 1940, 1950, 1960, 1970, 1981 y 1991 Entre el censo de 1857 y el anterior, crece el término del municipio porque incorpora a 375030 (Navagallega) |

Según el Instituto Nacional de Estadística, Membribe de la Sierra tenía, a 31 de diciembre de 2018, una población total de 114 habitantes, de los cuales 68 eran hombres y 46 mujeres. Respecto al año 2000, el censo refleja 87 habitantes, de los cuales 46 eran hombres y 41 mujeres. Por lo tanto, el aumento de población en el municipio para el periodo 2000-2018 ha sido de 27 habitantes, un 24% de subida.
El municipio se divide en cuatro núcleos de población. De los 114 habitantes que poseía el municipio en 2018, Membribe contaba con 63, de los cuales 37 eran hombres y 26 mujeres, Navagallega con 47, de los cuales 29 eran hombres y 18 mujeres, Segovia del Doctor con 3, de los cuales 1 eran hombres y 2 mujeres, y Garriel con 1, de los cuales 1 eran hombres y 0 mujeres. Coquilla se indica despoblado.

## Cultura

### Fiestas
Las fiestas populares suelen empezar el 16 de agosto en honor a San Roque Contando con juegos de mesa, bailes populares en la plaza, actividades para niños, un almuerzo el día de la procesión y el último día de fiestas gran paella en la plaza. Cobijada bajo una carpa para proteger del sol. La fundación Teso Lombo, integrada por todo el vecindario, es el motor de estas actividades en el mes de agosto.

## Administración y política
| Partido político                         | 2019  | 2019  | 2019       | 2015  | 2015  | 2015       | 2011  | 2011  | 2011       | 2007  | 2007  | 2007       | 2003  | 2003  | 2003       |
| Partido político                         | %     | Votos | Concejales | %     | Votos | Concejales | %     | Votos | Concejales | %     | Votos | Concejales | %     | Votos | Concejales |
| Partido Popular (PP)                     | 47,96 | 47    | 3          | 47,93 | 58    | 4          | 52,80 | 66    | 4          | 52,80 | 66    | 4          | 64,55 | 71    | 4          |
| Partido Socialista Obrero Español (PSOE) | 44,90 | 44    | 2          | 29,75 | 36    | 1          | 33,60 | 42    | 1          | 31,33 | 47    | 1          | 29,09 | 32    | 1          |
| Ciudadanos (CS)                          | —     | —     | —          | 17,36 | 21    | 0          | —     | —     | —          | —     | —     | —          | —     | —     | —          |
| Unión del Pueblo Salmantino (UPSa)       | —     | —     | —          | —     | —     | —          | —     | —     | —          | 3,33  | 5     | 0          | —     | —     | —          |